# Туда и обратно (фильм)
«Туда и обратно» (англ. Round trip) — израильская драма 2003 года режиссёра Шахара Розена.

## Сюжет
Нурит, работающая водителем пассажирского автобуса, решает уйти от мужа, жизнь с которым стала невыносима для неё. Забрав детей, она уезжает в Тель-Авив. Постоянная занятость на работе вынуждает её нанять для детей няню — девушку из Нигерии Нушиди, которая работает уборщицей в больнице. Между ними возникает дружба, а потом любовь. Но об их отношениях узнает муж Нурит и хочет забрать детей, угрожая судом. Нурит вынуждена расстаться с Нушиди. Потерянная Нушиди теряет бдительность и попадает в руки эмиграционной службы. Её депортируют из страны.

## Актёрский состав
| В ролях      |  | Персонаж |
| ------------ |  | -------- |
| Анат Ваксман |  | Нурит    |
| Эял Розалес  |  | Йосси    |
| Нтати Мошеш  |  | Мушиди   |
| Натан Захави |  | Авшолом  |
| Идо Порт     |  | Зохра    |
| Рут Калон    |  | Хила     |